# 爵禄封侯
爵禄封侯（しゃくろくほうこう）とは、東洋画における画題の一つ。雀、鹿、蜂、猿を一図に描いたものを言う。 

## 概説
爵禄封侯とは、中国語において官爵(官職と爵位)と俸禄、封土(領地)と諸侯たる身分を意味する。東洋画とりわけ花鳥画で描かれる雀・鹿・蜂・猿(猿猴)を音読みすると爵禄封侯と同音であることから、これら4種の生き物を一図に描き、立身出世を祝賀する絵画とされてきた。
例えば鹿について庵原謐は「鹿は禄を表わし、吉祥のものとされ、よく図案上に用いられる。禄は高位の意」であると述べている。蜂は、については宮崎法子は「『封』と同音(feng)であることから、封ぜられること、つまり高位につくことを寓意した」ものであるという。同様に金井紫雲も 「蜂と猿猴とを畫いた画、蜂は封、猴は侯に字音相通ずるからで、蔭柏封侯には柏樹を、福禄封侯には蝙蝠を、爵禄封侯には雀と鹿を添へる、これまた爵禄と字音相通ずるに依る」と述べている。